# Benjamin Kramme
Benjamin Kramme (* 7. Februar 1982 in Weimar) ist ein deutscher Schauspieler, Hörspielsprecher, Drehbuchautor und Regisseur.

## Leben
Benjamin Kramme, geboren als Sohn eines Krankenpflegers und späteren Pfarrers, gab sein Schauspieldebüt 2002 am Deutschen Nationaltheater in Frank Wedekinds Stück Frühlings Erwachen. Von 2004 bis 2008 absolvierte er ein Schauspielstudium an der Hochschule für Film und Fernsehen „Konrad Wolf“. Nach dem Abschluss seines Studiums stand er für eine Vielzahl von Film- und Fernsehproduktionen vor der Kamera, arbeitete als Hörspielsprecher und spielte Theater, unter anderem am Berliner Ensemble, am Hans Otto Theater Potsdam, dem Volkstheater Rostock und bei den Festspielen Bad Hersfeld.
Im Tatort Erfurt spielte er den Hauptkommissar Maik Schaffert an der Seite von Friedrich Mücke und Alina Levshin. Der erste Fall wurde am 3. November 2013 ausgestrahlt, der zweite am 21. Dezember 2014. Im Januar 2015 entschieden sich seine beiden Kollegen aufgrund der schlechten Kritiken dazu, aus der Reihe auszusteigen, woraufhin der MDR die komplette Einstellung des Erfurter Tatorts beschloss.
Seit 2005 arbeitet Benjamin Kramme als Hörspielsprecher für Deutschlandradio Kultur und andere Sendeanstalten.
Der Kinofilm Was am Ende zählt von Julia von Heinz, in dem Benjamin Kramme eine Hauptrolle spielte, gewann 2009 beim Deutschen Filmpreis die „Lola“ als bester Kinder- und Jugendfilm. Der Kinofilm Gundermann (2018), in dem er die Rolle des Wenni spielte, wurde 2019 beim Deutschen Filmpreis mit insgesamt sechs „Lolas“ ausgezeichnet.
2018 gab er sein Regiedebüt mit den beiden Kurzfilmen Roxy Wunschkind und Alternativen. Der Film Alternativen gewann 2019 unter anderem den Kurzfilmbiber bei den Biberacher Filmfestspielen, den Kurzfilmpreis des Kinofest Lünen, sowie den Publikumspreis der Bamberger Kurzfilmtage.

## Filmografie (Auswahl)
- 2004 Sommerspiele (Kurzfilm)
- 2007: Was am Ende zählt
- 2009: Deutschland 09
- 2009: 13 Semester
- 2009: Der Dicke – Unter falscher Flagge (Fernsehserie)
- 2009: Die Unbedingten (Kurzfilm)
- 2010: Lotta & die alten Eisen (Fernsehserie, Folge 1)
- 2010: SOKO Leipzig – Totes Kapital (Fernsehserie)
- 2010: Der Gewaltfrieden (Fernsehfilm)
- 2011: SOKO Wismar – Das schwarze Schaf (Fernsehserie)
- 2012: Danni Lowinski – Optimisten (Fernsehserie)
- 2012: Die Reichsgründung (Fernsehfilm)
- 2012: Die nervöse Großmacht (Fernsehfilm)
- 2013: Monaco 110 – Allianzen (Fernsehserie)
- 2013: Küstenwache – Flucht in Ketten (Fernsehserie)
- 2013: Tatort Erfurt – Kalter Engel
- 2014: Tatort Erfurt – Der Maulwurf
- 2015: Letzte Spur Berlin – Blendung (Fernsehserie)
- 2015: Blindgänger (Fernsehfilm)
- 2016: Notruf Hafenkante – Du liebst mich (Fernsehserie)
- 2017: SOKO Wismar – Schattenkinder (Fernsehserie)
- 2018: Gundermann
- 2019: SOKO Köln – Adrenalin (Fernsehserie)
- 2019: Tatort Wiesbaden – Angriff auf Wache 08
- 2020: SOKO München – Cuba Liebe (Fernsehserie)
- 2020: Polizeiruf 110 – Totes Rennen
- 2020: Reiterhof Wildenstein – Rikes Geheimnis
- 2021: Die Heiland – Wir sind Anwalt – Die dreibeinige Kuh (Fernsehserie)
- 2022: In aller Freundschaft – Kleines Glück (Fernsehserie)
- 2023: Wolfswinkel (Fernsehfilm)
- 2024: Dr. Nice: Süße Lügen (Fernsehreihe)
- 2024: Sarah Kohr – Koma

## Theater (Auswahl)
- 2002: Frühlings Erwachen, Deutsches Nationaltheater Weimar
- 2005: Der Drache, Hans Otto Theater Potsdam
- 2008: Goldberg-Variationen, Berliner Ensemble
- 2012: Winterreise, Theater RambaZamba Berlin
- 2012: Der verlorene Brief, Theaterforum Kreuzberg Berlin
- 2016: Die Räuber, Festival TheaterNatur Beneckenstein
- 2017: Martin Luther – Der Anschlag, Festspiele Bad Hersfeld
- 2017: Behanding in Spokane, Ackerstadtpalast Berlin
- 2017: Der Schimmelreiter, Theater am Rand Zollbrücke
- 2018: Die Abenteuer des Tom Saywer, Volkstheater Rostock

## Hörspiele
- 2005: Krupp, wie er sich auf Capri ergeht (DRadio Kultur)
- 2005: Die einzige Waffe (DRadio Kultur)
- 2008: Rosas Liebe (DRadio Kultur)
- 2010: De Niros Game (DRadio Kultur)
- 2011: Serjoscha und Schultz, Frauensache (DRadio Kultur)
- 2013: Schwarze Vögel (DRadio Kultur)
- 2013: Sparky (DRadio Kultur)
- 2013: Oh, das ist Morrissey (DRadio Kultur)
- 2013: Radio Revue (DRadio Kultur)
- 2013: Das Geld (Radio Bremen)
- 2014: November 2018. Eine deutsche Revolution (NDR)
- 2014: Vermisst (NDR)
- 2014: Bitten an Karl (SWR)
- 2014: Lebensabend in Übersee (WDR)
- 2016: Blutsbrüder (DRadio Kultur)
- 2017: So bitter kalt (DRadio Kultur)
- 2019: Celle-la (DRadio Kultur)
- 2019: Abpfiff (NDR)
- 2019: Roter Glamour (NDR)